# Thierry Chenavaud
Thierry Chenavaud, auteur, producteur, homme de spectacles, est né le 11 novembre 1965 à Bourganeuf (Creuse). 

## Biographie
Après une Maîtrise en 1987 sous la direction du professeur d'Histoire Médiévale Bernadette Barrière, et un prix d'interprétation au conservatoire de Limoges la même année, il se tourne vers la scène.
D'abord finaliste du concours de Radio France : « 20 ans votre chance », il devient animateur radio pour les locales de Radio France, et enregistre de nombreuses dramatiques.
Également comédien au sein de la Ligue d'Improvisation Théâtrale à Limoges, Angoulème, Paris au Bataclan ou encore Nantes pour les Championnats du Monde d'Improvisation, il présente avec les comédiens de la Ligue d'Improvisation Française, pour TF1 et la Française des Jeux les tirages du « Tapis Vert ».
Puis il revient au texte et au théâtre. Acteur, metteur en scène, il travaille avec Jean-Luc Paliès, Louise Doutreligne  au sein de la compagnie Influenscènes ,, durant 10 ans en France et en Espagne.
Photographe, il réalise des clichés pour des magazines d'informations tels que "VSD" ou encore le magazine "Elle" en France, Espagne, Colombie ou Venezuela. Il signe plusieurs expositions photographiques à Béziers en 1994, à Paris dans la Galerie Elyette Peyre, 5 rue Visconti, en novembre 1995. Sous le Haut Patronage de l'UNESCO, il réalise l'exposition "Enfances" au Pavillon de l'Orangerie du Musée de l'Evêché à Limoges.
En 1996, il devient directeur artistique d’Enluminures, structure de production et de créations culturelles.
Il crée le Cinédit à Cannes durant le Festival International du Film, en 2000 sur la terrasse du 7e à l'Hôtel Martinez, avec Julie Delpy, Jean Benguigui ou encore Jean-Claude Dreyfus. Idée qu'il décline également avec le concours de la SACD au Festival des scénaristes de La Ciotat en 2000 et 2001.
À la scène et à l'album, il  produit Joël Barret  qui, en 2002, reçoit de la SACEM le prix de la plus belle chanson d'amour de l'année pour Ils s'adorent.
Directeur artistique des Éditions Thi Tché, il obtient la même année que le titre soit repris par Enzo Enzo. L'artiste sera nommée dans la catégorie « Meilleure Interprète Féminine aux Victoires de la musique ».
Depuis 2000, il écrit et produit des spectacles historiques grand public, gratuits, à base de projection d'images monumentales : Destination 2000 pour le passage à l'An 2000, Train d'Images pour les 150 ans de la première liaison ferroviaire entre Paris et Limoges en juillet 2006, ou l'histoire du moine cistercien Étienne d'Obazine, Lumières Cisterciennes,,, sur les ruines de l'ancien monastère de femmes du Coyroux à Aubazine à l'été 2012, pour la 6e année consécutive, avec le soutien de la Fondation Pierre Bergé - Yves Saint Laurent.
En octobre 2008, il réalise la mise en lumières événementielle des 10 ans de la Bibliothèque francophone Multimédia (BFM) de Limoges.
En décembre 2008 (du 5 au 8), il conçoit  "Aparté", (élu spectacle préféré des lyonnais), projeté sur l'imposante façade du Théâtre des Célestins de Lyon dans le cadre de la prestigieuse Fête des Lumières pour quelque 4 millions de spectateurs.
En 2014, pour l'édition de Chartres en Lumières, il signe avec Anne Laure Coulibaly, neuf nouvelles scénographies à travers 3 spectacles "Rêves de Lavandière" sur les ponts et lavoirs de l'Eure; "Le Jardin des Senteurs" sur la façade d'honneur du Musée des Beaux Arts Chartrain, et "L'Essence des Arts" dans les jardins de l'Evêché. Il se spécialise dans la conception et l'écriture de spectacles historiques forts en émotion.  Il signe, "Vols de nuit", une rêverie allégorique en images 3D à 360 degrés, sur la vie et l’œuvre d’Antoine de Saint-Exupéry, dont le célèbre avion devient écran de ses aventures et de sa poésie. Un spectacle unanimement salué lors de la Fête des Lumières de Lyon 2016. Il écrit et dirige la création du spectacle événement lors des fouilles mettant au jour l'abbaye médiévale Saint Martial de Limoges,,, puis en 2017 "Contes et légendes du Limousin",, sur le Musée des Beaux Arts de Limoges. En décembre 2017, il conçoit, écrit, et dit le spectacle pour l'anniversaire des 200 ans de l'accession au trône de Suède de Jean Baptiste Bernadotte sur l'église Saint Jacques de Pau : " Le fabuleux destin de Bernadotte, palois et roi",. Fort de son succès le spectacle est repris en 2018 se doublant d'une nouvelle version anglaise. En 2019, pour la SNCF, il pense et réalise le spectacle des "90 ans de la gare de Limoges Bénédictins",,,. Il commémore avec son spectacle "Renoir en grand",,, les 100 ans de la disparition du célèbre peintre impressionniste Pierre Auguste Renoir.
Parallèlement, entre deux de ses créations, il poursuit sa carrière de comédien. Ainsi on a pu l'apercevoir dans des dramatiques ou feuilletons télévisés ("Un viol" (2009) avec Daniel Russo pour France 2 réalisé par Marion Sarraut, "Victor Sauvage" (2011) avec Jean Luc Reichmann pour TF1 réalisé par Alain Choquart, ou encore "Le Grand Georges" (2012) réalisé par François Marthouret pour France 3…). En 2015, il tient le rôle du Chef de Cabinet du Conseil Général lors de la visite corrézienne du Président de la République dans le film pour France 2, "Une Histoire de France"  de Sébastien Bailly, ou encore celui du journaliste français dans le téléfilm franco iranien "Les Pieds dans le Tapis" réalisé par Nader Takmil Hoyamoun pour Arte. Pour France 3 il tourne en 2018 aux côtés d'Antoine Duléry, Florence Pernel et Théo Frillet sous la direction d'Eric Duret dans un téléfilm policier : "Un mensonge oublié",. Mais c'est à l'âge de 12 ans qu'on le voit pour la première fois à la télévision pour une publicité des 125 ans du Crédit foncier de France.